# Eiszeitliches Lößprofil
Koordinaten: 50° 21′ 23,6″ N, 7° 33′ 17,1″ O
Eiszeitliches Lößprofil ist der Name eines Naturschutzgebietes in der rheinland-pfälzischen Großstadt Koblenz. Das knapp 2,0 ha große Naturschutzgebiet mit der Nr. 7111-003 liegt im Süden von Koblenz-Metternich westlich der Mosel und westlich der B 416. Als Schutzzweck wird die Unterhaltung des eiszeitlichen Lößprofils wegen seiner überregionalen geologisch-prähistorischen Bedeutung aus wissenschaftlichen und landeskundlichen Gründen angegeben. Die Profilwand liegt am Moselhang zwischen Weinberg- und Siedlungsbereichen; der Bereich ist überwiegend baumbestanden oder verbuscht.